# Konon Molody
Konon Trofimovitch Molody (en russe Конон Трофимович Молодый), né le 17 janvier 1922 à Moscou et mort le 9 octobre 1970, plus connu en Occident sous le nom de Gordon Arnold Lonsdale, fut un officier de carrière du Service des renseignements extérieurs du KGB soviétique, du groupe des « illégaux » (agents secrets sans couverture diplomatique) soviétiques parmi les plus remarquables du XXe siècle, en même temps chef du réseau d'espions de Portland, au Royaume-Uni, sous le nom de code « Ben ».

## Biographie

### Un homme de nulle part
Le 7 janvier 1961, les détectives du Département spécial de Scotland Yard sous la direction du commissaire de police (superintendant) George Gordon Smith ont arrêté à Londres cinq personnes, toutes faisant partie du réseau d'espions de l’île de Portland. L’une d’elles était un homme d'affaires canadien du nom de Gordon Lonsdale travaillant dans le commerce des juke-box, du bubble-gum et des machines à sous. Il voyageait souvent en Europe continentale, organisait beaucoup de fêtes et avait un grand nombre d'amies.

### Le vrai Gordon Arnold Lonsdale
Gordon Arnold Lonsdale est né le 27 août 1924 à Cobalt, en Ontario, au Canada.
Son père, Emmanuel Jack Lonsdale, était un mineur et sa mère, Olga Elina Bousa, était une immigrante de la Finlande. Les Lonsdales s’étaient séparés en 1931 et une année plus tard Olga retourna avec son fils dans sa Finlande natale. Le jeune homme est supposé être mort vers 1943 à l'âge de 19 ans. Son identité usurpée avait permis aux Soviétiques d’obtenir les papiers pour la réutilisation par leur agent secret Konon Molody.
Il y a peu de doute que le Lonsdale né à Cobalt en 1924 n'était pas le Lonsdale arrêté à Londres en 1961 : celui-là avait été circoncis, ce dernier ne l'était pas.

### La jeunesse de l’espion
Konon Molody est né à Moscou en 1922, dans la famille d'un scientifique. Son père est mort en 1929 et sa mère Evdokia Molodaïa (en russe Евдокия Константиновна Молодая) avait du mal à élever toute seule deux enfants.
À l'âge de 10-11 ans le garçon est envoyé vivre en Californie pour y vivre avec sa tante Tatiana Piankova (en russe Татьяна Константиновна Пьянкова) et apprendre l'anglais.
L'adolescent parlant à la perfection l'américain est revenu en URSS en 1938 pour terminer ses études secondaires dans un lycée soviétique et y obtenir l'équivalent du baccalauréat.

### La Grande Guerre patriotique

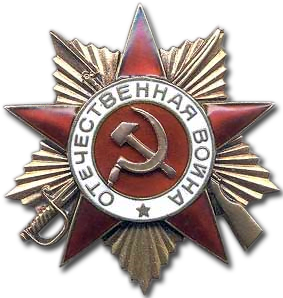
Ordre de la Guerre patriotique

Après l'attaque de l'URSS, le 22 juin 1941, lors de la Seconde Guerre mondiale (voir détails Opération Barbarossa) par le régime hitlérien et ses alliés, le jeune homme s'engage comme volontaire dans l'Armée rouge et suit avec gloire toute la guerre pour la finir à Berlin avec le grade d'officier subalterne lieutenant-en-chef (ru).
Il a été décoré de l'ordre de l'Étoile rouge, de l'ordre de la Guerre patriotique de 1re et 2e classes ainsi que de multiples médailles, dont la médaille "du mérite militaire" et la médaille du Courage.

### Institut du commerce extérieur
Après la guerre, il a suivi la formation à l'Institut du commerce extérieur près le ministère du commerce extérieur d'URSS où il a commencé à apprendre le chinois. En juillet 1951, Konon a reçu le diplôme no 8103503 avec mention.
Pendant ses études supérieures, il a été repéré par le futur ministère de la Sécurité d'État (MGB, futur KGB) pour devenir candidat aux éléments opérationnels au sein de la Première direction générale du KGB.

### Formation d'espion
Il entre au département du service d'espionnage de l'URSS en 1951 et y suit une formation d’espion dans le service des « illégaux ».
Il se marie à cette époque avec une enseignante de russe.

### Travail sous la direction de William Fisher à New York

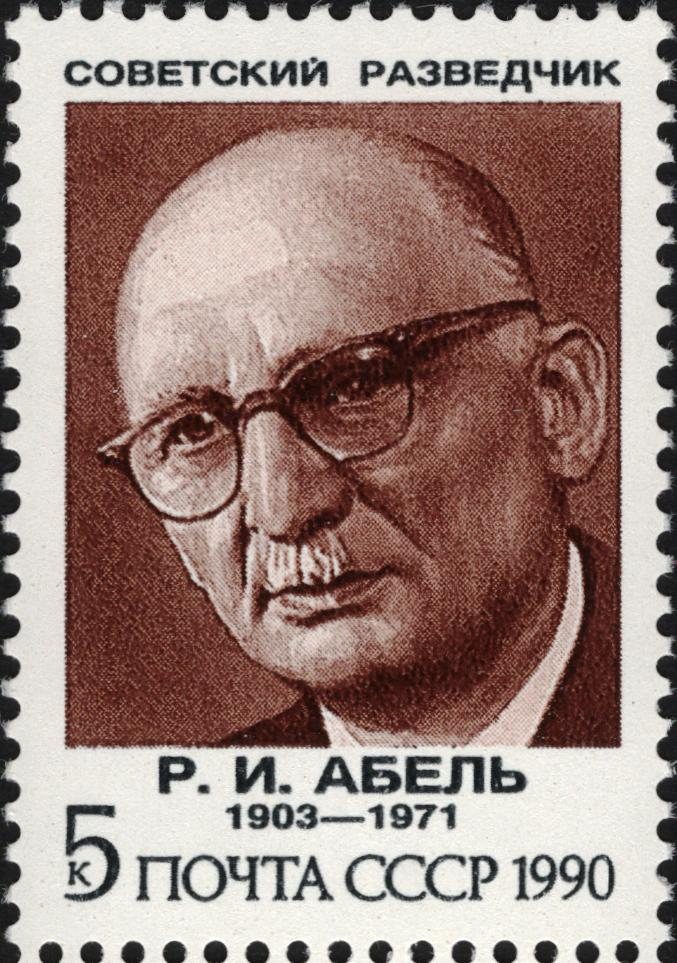
William Fisher sous le faux nom de Rudolf Abel sur un timbre commémoratif de l'Union soviétique en 1990

Rapidement après sa formation d'espion, le Soviétique Konon Molody, devenu étranger sous un faux nom, émigre, via l’Allemagne fédérale, aux États-Unis où il est placé sous le commandement secret du colonel William Fisher, qui dirigeait un réseau d’« illégaux » (en russe : нелегальная резидентура) à New York. Le jeune « éclaireur » Molody joue alors un rôle subalterne et remplit des tâches techniques dans la chasse secrète des nazis-criminels de guerre.

### Début de la mission secrète autonome

Drapeau du Canada

En 1954, à bord d’un navire céréalier soviétique, Molody part illégalement pour le Canada où il utilise les vrais-faux papiers, afin de se faire passer pour Gordon Arnold Lonsdale. Sur place, le prétendu Lonsdale réussit à obtenir de vrais papiers canadiens y compris un passeport authentique pour partir à l'étranger.
L'année suivante, le faux Canadien était dans la capitale britannique, prenant des cours de chinois à la School of Oriental and African Studies. Son plus grand souci à cette époque était de cacher le fait qu'il parlait déjà très bien cette langue.

### Couverture: capitaliste – millionnaire et aristocrate
Molody-Lonsdale est entré dans le commerce en vendant et louant des juke-box, du bubble-gum et des machines à sous aux pubs, clubs et cafés. Cela l’amenait souvent en Europe continentale où il a pu recruter d'autres agents et monter des boîtes aux lettres pour les communications secrètes.
Assez rapidement ses affaires deviennent très florissantes. Il crée plusieurs entreprises et devient vite un vrai capitaliste, possédant une fortune de plusieurs millions de livres sterling. En 1960, une de ses créations industrielles a reçu la médaille d'or à la foire européenne de Bruxelles,.

### Épouse
Douze longues années, de 1952 à 1964, une petite femme, vivant en URSS avec sa mère et sa sœur, attendait dans une chambre d'un appartement communautaire au nord de Moscou son millionnaire de mari qui courait les jupons en Angleterre pour consolider sa couverture de dandy. Elle s’appelait Galina Petrovna Péchikova (en russe Галина Петровна Пешикова) et était l'épouse légitime du vaillant « éclaireur » soviétique Konon Molody.
Les rares lettres qu’elle recevait de son mari portaient sur l'enveloppe des caractères chinois. Sa famille et ses proches ne savaient pas où il était en réalité : afin de brouiller les pistes, Konon Molody alias « Gordon Lonsdale » alias « tovaritch Ben » était supposé se trouver au fin fond de la Chine profonde, aidant les camarades communistes de Mao Zedong à « construire une société meilleure »,.
Ils se voyaient quand même de temps en temps, en général dans les pays du Pacte de Varsovie et en cachette. C’est ainsi que leur fils Trophime a été conçu. Molody n’a pas assisté à l’accouchement. Lorsque « Lonsdale » a reçu un télégramme secret du Centre : « Trophime… 53 cm », il n’a même pas compris au début qu’il s’agissait de la naissance de son fils.
Mais jusqu’à son arrestation, le procès et la condamnation en 1961, la femme de Molody était persuadée que son mari était diplomate en Chine.

### Le réseau d'espions de l’Île de Portland

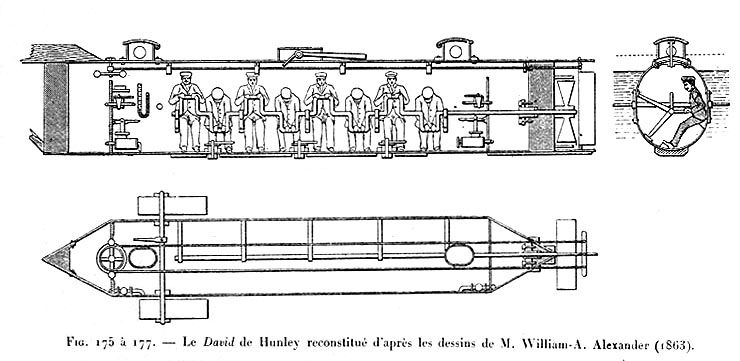
Vue en coupe du CSS H.L. Hunley

Lonsdale-Molody, agent illégal sous le nom de code de « Ben », avait pour tâche principale le rôle d’officier traitant d’une source anglaise recrutée auparavant par le KGB en Pologne communiste – Harry Houghton, sujet de sa Majesté britannique, considéré comme source de haute qualité et importance, dont le nom de code est « le Chah ».
L’ancien cryptographe au cabinet de l'attaché de l'Amirauté britannique près l'ambassade du Royaume-Uni à Varsovie, avait été rapatrié en Angleterre à cause de problèmes d'alcoolisme et nommé dans un centre de recherches de la marine militaire britannique spécialisé en conception de sous-marins.
Molody alias Lonsdale s’était présenté à Houghton en tant qu' « Alec Johnson » commandant de la marine américaine. Houghton pensait travailler pour les services secrets amis américains qui, soi-disant, voulaient ainsi vérifier la fiabilité des données de leurs alliés britanniques.
Houghton avait réussi à recruter à son tour sa maîtresse Ethel Gee (en) qui travaillait dans le laboratoire de photographie de la base navale. En faisant les copies des blueprints dans le centre de dessin technique des sous-marins, elle faisait une copie supplémentaire qu’elle sortait secrètement et passait discrètement à son amant Houghton.

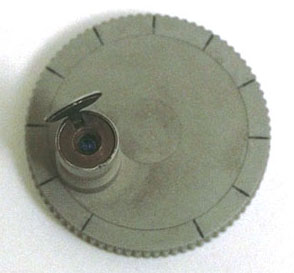
Mark IV, appareil photographique à micropoint

Lorsque les Soviétiques ont constaté l’importance et le volume des documents ainsi copiés, ils ont transféré des États-Unis un couple américain des illégaux, Morris et Léontine Cohen, sous les fausses identités néo-zélandaises de Peter et Helen Kroger. Ils s'occupaient de la miniaturisation des copies en faisant des photos micropoints pour ensuite les faire expédier secrètement en URSS au quartier général du KGB.
C'est ainsi que le réseau d'espions de Portland a été constitué et a fonctionné pendant plus de cinq ans. Ainsi, les Soviétiques en savaient autant sur les sous-marins britanniques que l'Amirauté de la Couronne.

### La trahison
Le réseau de Lonsdale a été grillé par un officier de sécurité de la République populaire de Pologne, Michal Goleniewski. Celui-ci, agent du département anglais du service de sécurité polonais, avait été recruté comme source sous le nom de code de « Sniper » par la CIA, en 1958.
Sans connaître tous les détails, l'agent double avait entendu dire que le service des renseignements du « frère soviétique » avait recruté une source anglaise en Pologne, ce que la CIA avait communiqué au MI5.
Après une longue enquête menée par Charles John Lister Elwell, le contre-espionnage britannique finit par se mettre sur les traces de Harry Houghton puis de tout le réseau dirigé par Molody-Lonsdale, sans toutefois avoir découvert la vraie identité de celui-ci.
Les enquêtes des Britanniques n’ont pas encore abouti lorsque Goleniewski prend la fuite pour les États-Unis. Craignant que les Soviétiques ne mettent en garde tous les réseaux que pouvait connaître le transfuge, le MI5 et Scotland Yard décident de précipiter les arrestations du réseau de Molody.

### Procès et condamnation
Placé en garde à vue au Département spécial de Scotland Yard, Molody-Lonsdale déclara au commissaire de police (superintendant) George Gordon Smith qu'il ne parlerait de rien, ne donnerait même pas son nom ni son adresse. Les services de renseignements occidentaux, y compris le MI5, la CIA et la Gendarmerie royale du Canada, ont dû recourir à des enquêtes approfondies pour apprendre quelque chose sur ce personnage. Ils n'ont pu trouver autre chose que le fait qu'il était Russe, avait un passé de marin et n'était pas l'homme qu’il prétendait être selon les papiers d’identité en sa possession. Lorsque lui et ses associés sont arrivés au procès à la Old Bailey (Cour d'assises centrale de Londres) le 13 mars 1961, personne ne savait qui il était vraiment.
Jugé à Londres en 1961, il est accusé d'espionnage, avec ses associés Harry Houghton, Ethel Gee, Peter et Helen Kroger. Refusant toujours de révéler son identité réelle, « Gordon Lonsdale » est condamné à 25 ans de prison. C'est en purgeant leurs peines à la prison de Wormwood Scrubs que Monody et Peter Kroger ont rencontré George Blake, autre « illégal » soviétique condamné.

### L'échange
En 1964, « Gordon Lonsdale » a été échangé contre l'espion britannique Greville Wynne qui avait été arrêté par les Soviétiques. Dans le cadre du processus d’échange, les Soviétiques ont reconnu que le prétendu Canadien « Gordon Lonsdale » était bel et bien leur espion et ont révélé aux Britanniques son vrai nom, Konon Molody.
La légende romantique veut que l'échange fût initié par les épouses respectives des deux espions, mais la dure réalité d'espionnage du temps de la guerre froide se marie mal avec le romantisme. Du fait de rideau de fer (censure totale de l’information venue de l’Occident), l’épouse de Molody a appris son arrestation et condamnation plusieurs mois plus tard. Lorsqu’elle a été amenée par les responsables du KGB en République démocratique allemande (RDA) pour y accueillir son espion de mari de retour du Royaume-Uni, on ne le lui a même pas dit jusqu’au dernier moment pourquoi on lui faisait faire ce voyage.
L'échange s'est passé sur un pont entre la RDA et Berlin-Ouest. La scène a été reproduite dans le film de Savva Koulich (ru), La Saison morte sorti en 1968.

### La gloire amère du colonel du KGB de retour au bercail
À son retour en URSS de la prison britannique et une fois passée la procédure d’interrogatoires musclés pour être sûr de sa loyauté, Konon Molody a repris du service, avec le rang de colonel à la PGOU.
Vu le tapage médiatique en Occident autour de l’affaire Lonsdale, le pouvoir politique soviétique et le KGB ont décidé de faire de lui un exemple du travail héroïque d’un « éclaireur ». Molody a été autorisé à écrire un livre de Mémoires et a donné des interviews aux médias des pays du Pacte de Varsovie. Le tout bien évidemment scrupuleusement organisé et orchestré par le KGB.
Néanmoins, il ne pouvait pas être décoré des insignes de héros de l'Union soviétique, ni de l'ordre de Lénine car, malgré tout, il avait échoué dans sa mission, même si cela l'avait été à cause de la trahison d’un autre. L'ex-canadien Lonsdale n'a été décoré, si l'on peut dire, « que » de l'ordre du Drapeau rouge.
Konon Molody, sous sa fausse identité canadienne de Gordon Lonsdale, a publié à Londres en 1966 un livre intitulé Vingt ans au service secret soviétique avec une biographie totalement inventée. Au lieu d’éclaircir l’histoire, cette publication a été une arme de propagande et de désinformation pendant la guerre froide.
Le KGB a octroyé au colonel Molody et à sa famille un nouvel appartement sur le quai Frounzenskaïa, pas très grand, mais confortable et dans une résidence dite de qualité supérieure.
Un espion démasqué ne retournant quasiment jamais dans le service actif, Konon Molody comme beaucoup d'autres a dû se contenter de postes d'enseignant à l'École du Drapeau rouge du KGB où il a côtoyé William Fisher, Kim Philby, George Blake et d’autres espions « grillés » et transfuges connus.
On[réf. nécessaire] raconte que l'ex-millionnaire a eu du mal à s'adapter à la vie en URSS et aurait été assez critique par rapport à la société soviétique de la période de stagnation brejnévienne.

### Décès
Colonel du KGB et membre émérite des organes de sécurité d’État d'URSS, Konon Molody est mort le 9 octobre 1970, officiellement à la suite d'une hémorragie cérébrale mais selon le Herald Tribune d'une crise cardiaque foudroyante en se baissant pour ramasser un champignon[réf. nécessaire]. La mort de Molody a été annoncée sur les radios occidentales dès le lendemain.
Il a été enterré au cimetière du monastère Donskoï à Moscou,. Son tombeau se trouve à côté de celui de William Fisher.
Après la mort de son mari, son épouse Galina a été hospitalisée dans un asile psychiatrique et a passé le reste de sa vie en se cachant des médias.
Pratiquement aucun des membres du réseau d’espions de Portland n’a dépassé les 50 ans. L’un est mort d'un cancer à l’âge de 42 ans ; un autre, à 44 ans d’un infarctus ; enfin Molody, à 48 ans d’attaque cérébrale.
Les amateurs des théories du complot ont déclaré à maintes reprises que la mort subite d’un ancien « illégal » devenu quasiment dissident tombait trop bien pour ses employeurs pour ne pas y voir le spectre du tristement célèbre laboratoire des poisons.

## Faits curieux et anecdotes
- Le responsable du NKVD Guenrikh Iagoda en personne aurait fait falsifier le passeport de l'enfant Konon Molody pour que le garçon puisse obtenir un visa d'entrée aux États-Unis pour y habiter avec sa tante de 1933 à 1938[22].
- Le futur espion du KGB, Molody a été décoré de l'Ordre de l'Étoile rouge au printemps de 1945 pour avoir trouvé à Königsberg un bordel où les soldats et officiers nazis passaient le temps après de dures journées militaires. Plusieurs hauts gradés ont ainsi été capturés vivants par les Russes qui ont obtenu d’eux des renseignements précieux pour les batailles ultimes avant la victoire.

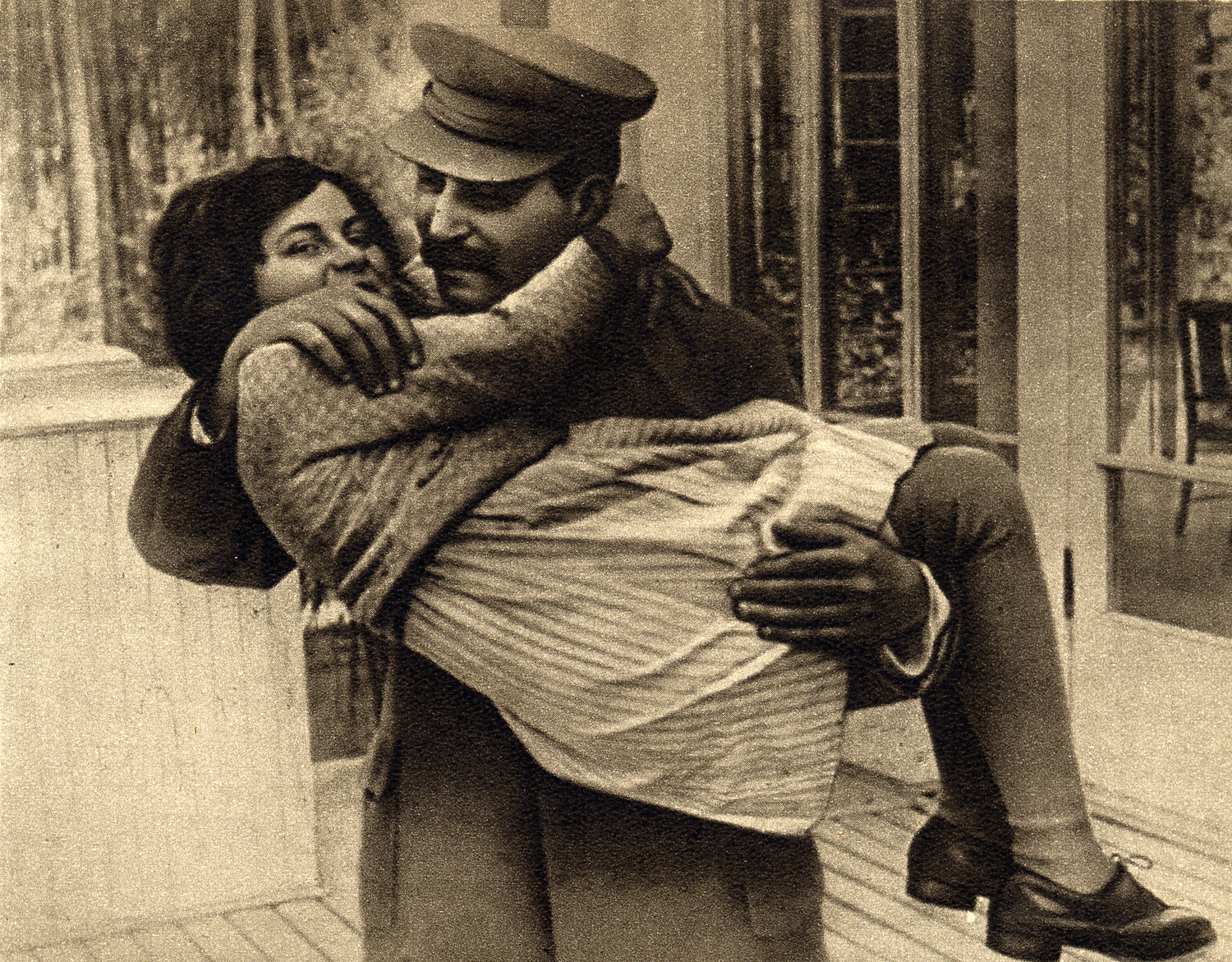
Svetlana avec son père Staline en 1935

- Après la fin de ses études supérieures, Molody devient enseignant en langues chinoises et participe à l’écriture d’un manuel de mandarin[23].
- Le jeune Konon Molody a rencontré sa future femme dans un appartement situé au-dessus de celui de la fille de Joseph Staline – Svetlana Allilouïeva.
- La super-malchance, connue de tous les espions, a failli griller le futur chef du réseau clandestin de Portland au tout début. Un jour que le prétendu canadien Gordon Lonsdale était à l’aéroport de Paris, un ami d’enfance de Konon Molody, Georges Maslov, lui a couru après en criant son nom russe. Il a fallu à Molody des nerfs d’acier pour calmer les effusions amicales du Soviétique qui n’a pas compris pourquoi son ami lui avait froidement tourné le dos en parlant anglais avec mépris et étonnement.
- La légende (biographie de couverture) de Lonsdale a été tellement bien faite par le KGB qu’un Irlandais l’a contacté parce qu’il l'avait, soi-disant, connu, ainsi que son père en Birmanie[24].
- On dit qu’à son retour en URSS, l’ancien millionnaire canadien a dû s’acquitter des retards de cotisations au Parti communiste de l’Union soviétique en payant plusieurs milliers de roubles en devises étrangères[25].
- Sous le faux nom de Constantin Panfilov, le colonel du KGB Konon Molody a été consulté par le metteur en scène Savva Koulich (ru) lors du tournage de son film La Saison morte sur la vie d’un espion soviétique (Donatas Banionis) dont Molody-Lonsdale avait été le prototype[réf. souhaitée]. Selon certaines publications, le futur président russe Vladimir Poutine, ex-lieutenant-colonel du KGB, aurait choisi la carrière au sein du KGB sous l’emprise de La Saison morte  et de la biographie de Konon Molody[26].
- Les conférences publiques données par l’espion Konon Molody en URSS ont soudainement pris fin, lorsque l'ancien millionnaire canadien Lonsdale pendant une rencontre avec les ouvriers de l’usine automobile ZIL de Moscou, a déclaré qu’il pouvait faire en un an de cet établissement soviétique piteux et délabré une vraie fabrique productive et exportatrice.
- Selon Paul Brighton et Dennis Foy, parmi les actions de la fondation « Dignité et l'honneur » figurait... la remise « d'un prix portant le nom du légendaire agent de renseignement soviétique Konon Molody, mieux connu sous le nom de Gordon Lonsdale, qui avait dirigé le réseau d'espions de l'Île de Portland dans les années 1950 »[27].

## Un peu d’histoire administrative
Une querelle subsiste chez les chercheurs et journalistes à propos de l'allégeance exacte de Molody-Lonsdale : était-il un « illégal » du KGB ou du GRU ? Nombreux sont ceux qui le disent plutôt espion militaire. Il y a beaucoup de véracité dans leur argumentation : il a commencé sa carrière d’officier de renseignement militaire pendant la Grande Guerre patriotique (pour la finir à la tête de l’état-major d’une petite unité de renseignements), il a travaillé principalement sur les questions militaires (chasse des nazis, sous-marins, chimie militaire, projets atomiques, etc.)
Le vrai problème se situe en réalité dans la genèse des organes de sécurité d’État soviétique. Pendant longtemps, la séparation des renseignements civils et militaires n’existait pas. Ou, plutôt, les deux organismes doublaient leur travail respectif. Dans le cas de Molody, c’est encore plus compliqué, car à l’époque où il devient élément opérationnel de carrière de renseignement (espion), les deux renseignements étaient « sortis » de la juridiction du Ministère de la sécurité d'État et réunis sous le même toit : le Comité d’information auprès du Ministère des affaires étrangères. C’est seulement en 1954 qu’est apparu le KGB auprès du Conseil des ministres de l’URSS avec sa Première Direction générale (renseignement dit politique que l’on connait - la PGOU) et le renseignement militaire est parti au sein de la Direction générale des renseignements de l’état-major des forces armées soviétiques. Molody-Lonsdale a été définitivement rattaché au Département « S » (les « illégaux ») de la PGOU du KGB.